# Anton Ewald

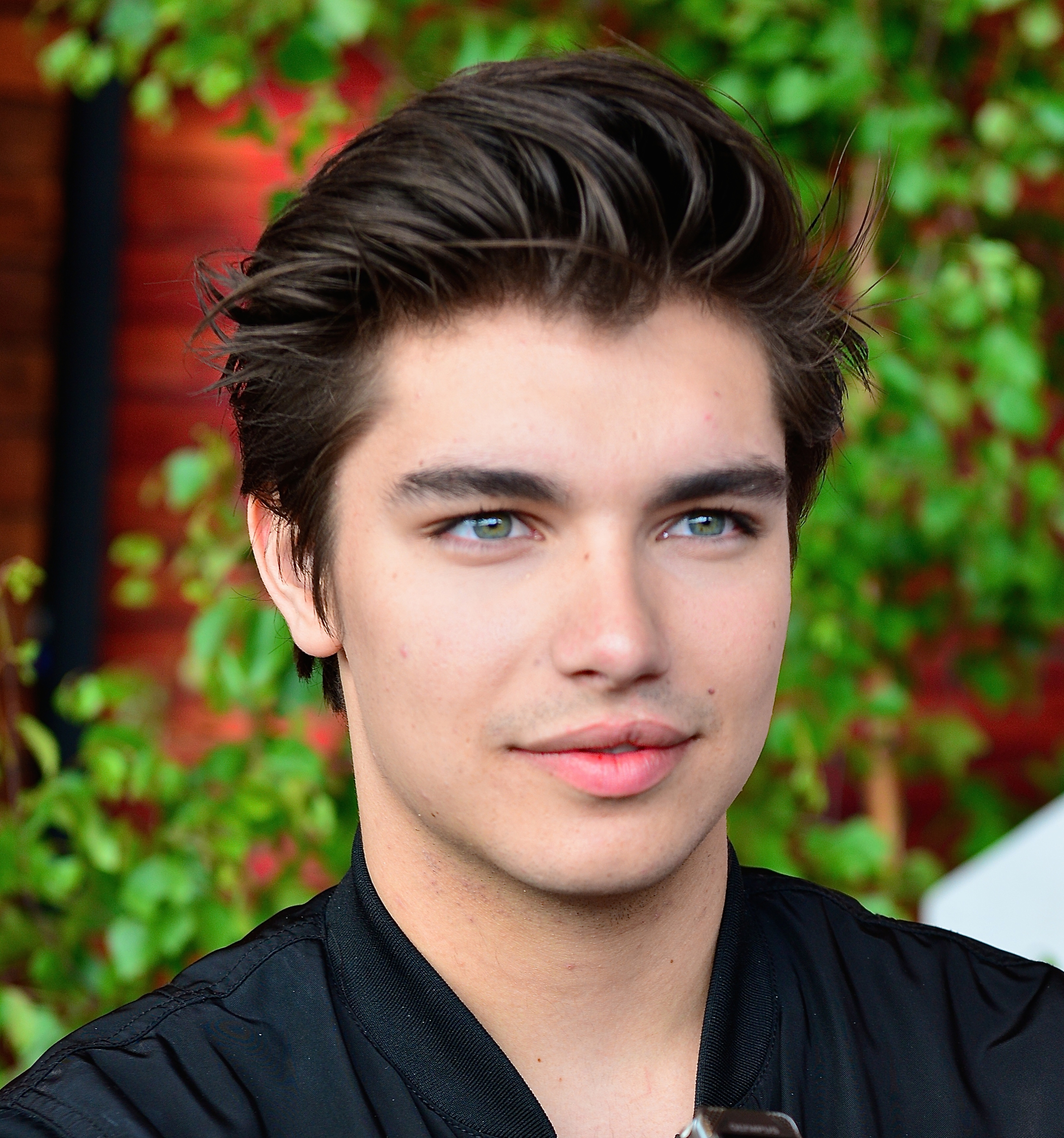
Anton Ewald (2013)

Anton Kim Ewald (* 7. August 1993 in Stockholm) ist ein schwedischer Tänzer und Sänger. Bekannt wurde er durch die dreifache Teilnahme am schwedischen Vorentscheid Melodifestivalen des Eurovision Song Contest. Er erreichte bei allen Teilnahmen das Finale. 2013 wurde er Vierter.

## Leben
Anton Ewald nahm 2013 zum ersten Mal als Soloartist am Melodifestivalen teil. Zuvor stand er schon auf der Bühne des Melodifestivalen, jedoch als Backgroundtänzer. Beim Melodifestivalen 2009 tanzte er hinter Velvet, als sie im dritten Halbfinale in Leksand mit The Queen antrat. Beim Melodifestivalen 2012 war er Tänzer und Choreograph hinter Danny Saucedo mit dem Lied Amazing. Er tanzte und choreographierte auch Andreas Lundstedts Aldrig Aldrig im selben Wettbewerb.
Nach seinem vierten Platz im Melodifestivalen veröffentlichte Ewald seine Debütsingle Begging, die es auf Platz 2 der schwedischen Singlecharts schaffte. Im Mai 2013 veröffentlichte Ewald seine A EP, auf denen vier neue Songs enthalten waren. Im Juni 2013 veröffentlichte Ewald die Single Can’t Hold Back, die jedoch nicht in Schweden veröffentlicht wurde. Im September 2013 erschien Ewalds zweite EP A-Coustic, die dieselbe Songs von A akustisch neu aufgenommen beinhaltet.
Im Jahr 2014 nahm Ewald erneut am Melodifestivalen teil und wurde direkt ins Finale gewählt. Dort erreichte er den zehnten Platz und auch die Single Natural erreichte die schwedischen Singlecharts. Im Juni 2014 veröffentlichte Ewald mit On My Way, seine dritte EP.
Im Jahr 2015 änderte Ewald seinen Stil. So veröffentlicht er von nun an ausschließlich Lieder auf Schwedisch, jedoch erreichte er mit diesen bisher nicht die Charts.
7 Jahre nach seinem letzten Auftritt am Melodifestivalen nimmt Ewald 2021 wieder am Melodifestivalen teil. Er wurde erneut direkt ins Finale gewählt.

## Diskografie

### EPs
- 2013: A
- 2013: A-Coustic
- 2014: On My Way
- 2015: Studio 18

### Singles
| Jahr | Titel Album    | Höchstplatzierung, Gesamtwochen, AuszeichnungChartsChartplatzierungen (Jahr, Titel, Album, Platzierungen, Wochen, Auszeichnungen, Anmerkungen) | Anmerkungen                            |
| Jahr | Titel Album    | SE | Anmerkungen                            |
| ---- | -------------- | --- | -------------------------------------- |
| 2013 | Begging A      | SE2 ×3Dreifachplatin · (18 Wo.)SE | Erstveröffentlichung: 24. Februar 2013 |
| 2014 | Natural –      | SE24 Gold · (3 Wo.)SE | Erstveröffentlichung: 23. Februar 2014 |
| 2021 | New Religion – | SE11 (6 Wo.)SE | Erstveröffentlichung: 26. Februar 2021 |

Weitere Singles
- 2013: Can’t Hold Back
- 2013: Close Up
- 2014: This Could Be Something (feat. Medina)
- 2015: Higher (feat. DJ Mirko B.)
- 2015: Vill ha dig (feat. SamBoii)
- 2015: Du & jag
- 2015: Okej
- 2016: Devil
- 2017: L.I.L.Y.
- 2017: She Don’t

## Musikvideos
| Jahr | Titel                   | Regisseur(e)       |
| ---- | ----------------------- | ------------------ |
| 2013 | Can’t Hold Back         | Nikeisha Andersson |
| 2013 | Close Up                | Mikeadelica        |
| 2014 | This Could Be Something |                    |

## Songwriter

### Lieder
- 2014: Fånga mig (für Alex Jafarzadeh; zusammen mit Dimitrios Stassos, Fernando Fuentes & Simon Johansson)
- 2014: Parachute (für Isac Elliot)